# Mégrine
Mégrine (arabe : مڨرين) est une ville de la banlieue sud de Tunis, rattachée administrativement au gouvernorat de Ben Arous. Elle constitue une municipalité comptant 26 964 habitants en 2014.

## Géographie
Située à cinq kilomètres de la capitale, elle s'ouvre sur le lac de Tunis. Elle est limitrophe des villes de Tunis à l'ouest, de Ben Arous au sud et de Radès à l'est.
Le territoire de la ville comprend des zones marécageuses aux abords du lac, des plaines et des collines sous forme de mamelons.

## Histoire
Mégrine est née à la suite du lotissement du domaine de Mégrine, une exploitation agricole et viticole gérée par la Société anonyme du domaine de Mégrine.
Au début du XXe siècle, le comte Foy, l'un des mandataires de ladite société, assure la continuité de l'exploitation jusqu'en 1924, date à laquelle, ruiné, le domaine est mis en vente. Un groupe d'Italiens fait des offres que le comte accepte mais l'État tunisien, par l'entremise de la direction de l'agriculture et dans le souci d'évincer les ressortissants d'un pays devenant de plus en plus envahissant, préfère les débouter et en fait l'acquisition en 1924 en faveur de la colonisation.

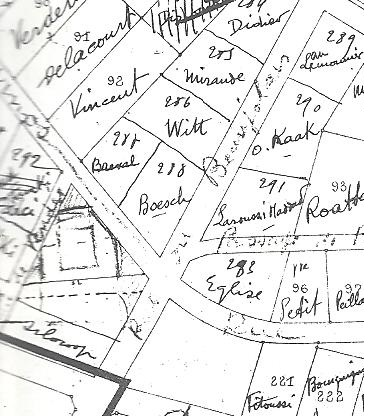
Plan urbain de Mégrine (1940).

Le domaine, est vendu sous forme de lots, d'abord des lots suburbains destinés à l'activité agricole dès 1925, puis, sur une autre partie du domaine, un lot urbain et un lot de jardins. Ces derniers constituent le centre de Mégrine et portent plus tard le nom de Mégrine-Coteaux. Les ouvriers du domaine habitent aux abords du lac. Cette zone se développe progressivement avec l'arrivée des colons et l'évolution démographique de Tunis. Elle forme ainsi l'une des plus anciennes parties habitées de Mégrine et constitue plus tard le quartier numéro 1, rebaptisé cité Chaker après l'indépendance.
L'évolution urbaine se poursuit avec la construction de la cité Lescure, ensemble destiné aux ouvriers avec des loyers modérés. La fusion du Mégrine historique et de la cité Lescure permet la création de la municipalité de Mégrine le 1er juillet 1948 par décret beylical (fonctionnement à partir du 1er janvier 1949).
À l’extrémité orientale de la ville, un autre lotissement est créé en 1953 et porte le nom de Sidi Rezig. De nouveaux quartiers sont construits après l'indépendance, des années 1960 aux années 1980, par la Société nationale immobilière de Tunisie.

## Démographie
En 2014, la population de la ville de Mégrine atteint 26 964 habitants, avec une superficie d'habitation de 400 hectares (contre 900 hectares pour la superficie totale de la ville). La population a augmenté de 2,3 % par rapport en 2004.

## Patrimoine

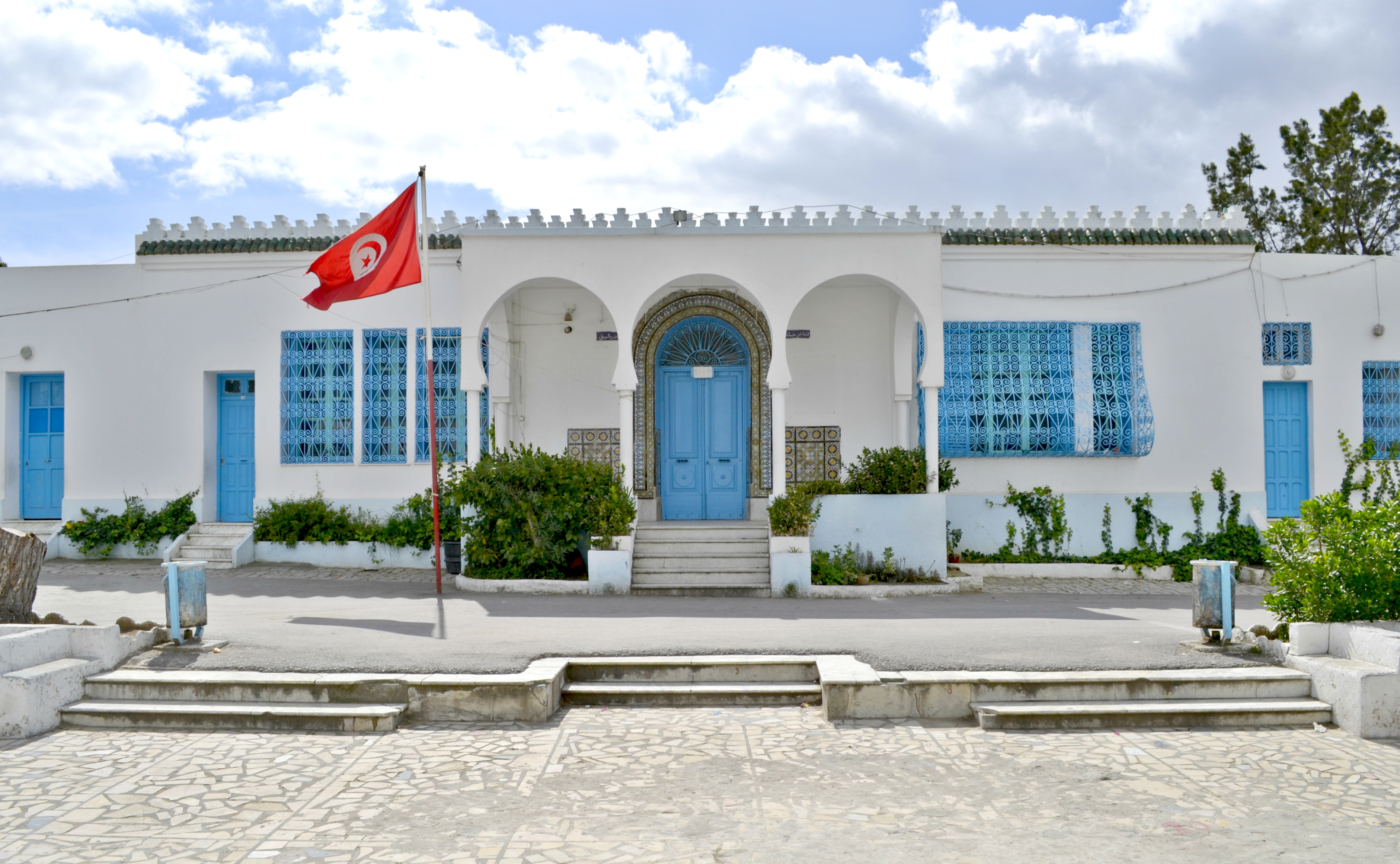
Façade du château de Mégrine.

Le périmètre de Mégrine renferme plusieurs curiosités architecturales :
- le château de Mégrine : bâtiment le plus ancien de la ville, déjà habité au milieu du XIXe siècle, de style arabo-andalou et qui a subi plusieurs modifications jusqu'au milieu du XXe siècle, grâce aux interventions du comte Foy ;
- les Caves de Mégrine : vestiges de l'activité viticole du domaine de Mégrine[10] abritant des caves souterraines ;
- l'église Sainte-Thérèse-de-l'Enfant-Jésus : construction de style Art déco transformée en centre culturel ;
- l'église de Mégrine-Lescure : édifice de style moderne transformé en jardin d'enfants ;
- Sidi El Hendali : petite construction carrée surplombée d'une coupole ;
- l'architecture industrielle du XXe siècle : notamment les silos de Mégrine ;
- le château d'eau.

Les quartiers résidentiels historiques constituent aussi un héritage architectural considérable mais en voie de disparition en raison de multiples destructions :
- Mégrine-Coteaux : villas de styles différents, surtout des pavillons aux toits en pente (tuilles rouges de Marseille), des maisons de style italien, quelques villas Art déco, néo-mauresque et de style moderniste ;
- Mégrine Lescure (actuellement Riadh) : quartier pavillonnaire (toits en pente) ;
- Sidi Rezig : entièrement construit dans le style moderne des années 1950 ;

Certains édifices ont disparu :
- la Koubba : véranda construite sur le point culminant de Mégrine surplombant ainsi tout le domaine, détruite dans les années 1980 ;
- le parc Monceau : constituait le parc du château de Mégrine, loti dans les années 1930 (lots de jardins) ;
- la gare de Mégrine : bâtiment de style mauresque, remplacée par une gare moderne ;
- plusieurs villas emblématiques de l'époque coloniale (fin des années 1920-début des années 1950).

## Transports

### Train
La ville abrite trois gares appartenant à la ligne de la banlieue sud de Tunis :
- Mégrine Riadh ;
- Mégrine ;
- Sidi Rézig.

### Bus
Mégrine est desservie par cinq lignes de bus de la Société des transports de Tunis :
- 19E : Place de Barcelone - Terminus de Mégrine Chaker (place de l'UMA) via Saint-Gobain ;
- 54 : El Mourouj V - Terminus de Mégrine Chaker (place de l'UMA) ;
- 54A : Mohamedia - Terminus de Mégrine Chaker (place de l'UMA).

## Économie

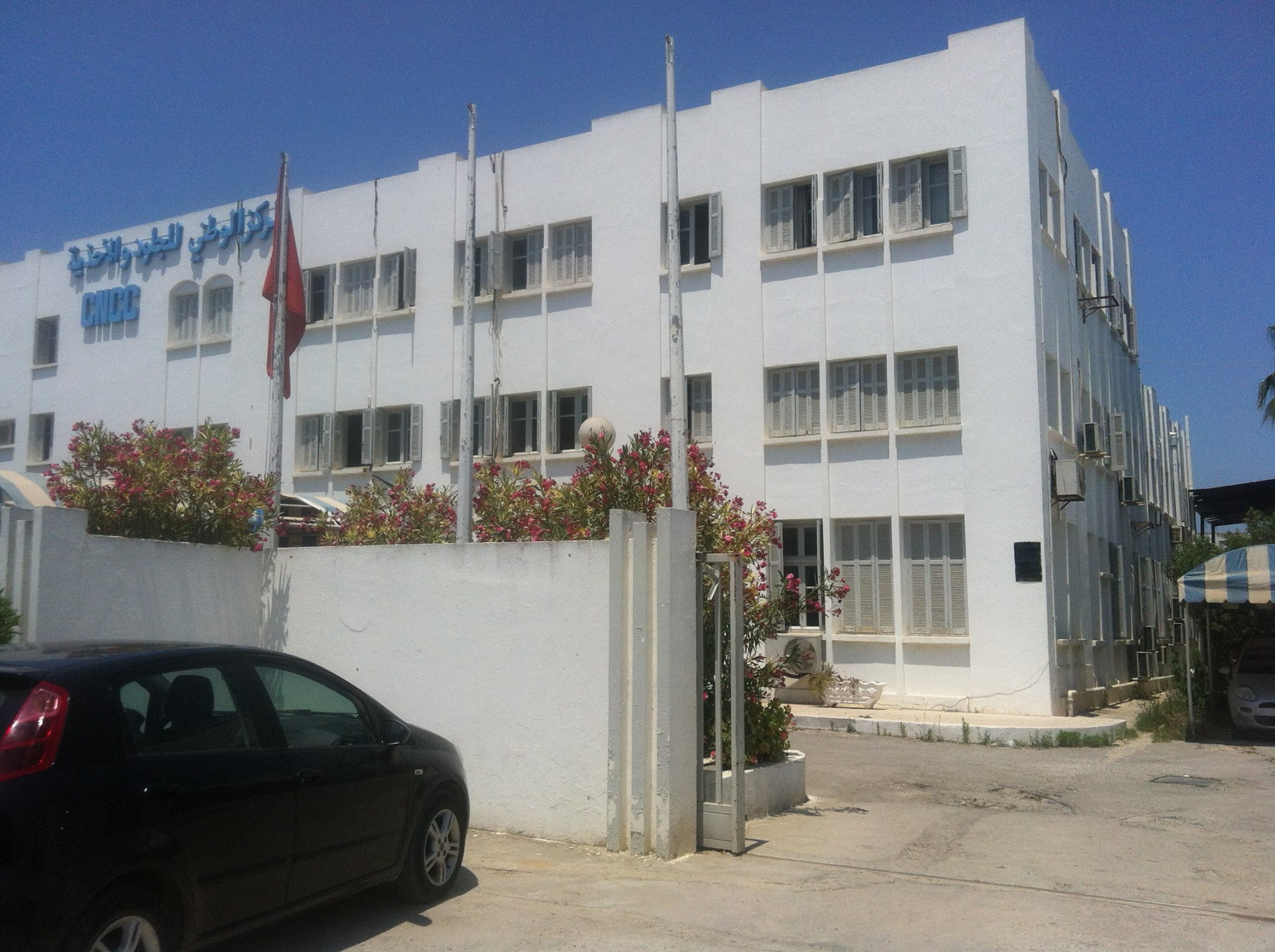
Siège du Centre national du cuir et de la chaussure.

Mégrine a conservé son caractère résidentiel bien que la ville soit cernée de plus en plus par des zones industrielles.
Constituée en 1908, la Société métallurgique de Mégrine y installe une fonderie de plomb d'une capacité de 40 000 tonnes.
Monoprix Tunisie a son dépôt central à Mégrine.

## Sport
L'hippodrome de Mégrine se situait sur le domaine de Mégrine et a été en activité de 1884 à 1893,.
Un Prix de Mégrine, était organisé à l'hippodrome de Ksar Saïd.
La ville accueille depuis 1932 un club de tennis.